# José Luis Chávez Botello
José Luis Chávez Botello (ur. 8 lutego 1941 w Tototlán) – meksykański duchowny rzymskokatolicki, w latach 2004-2018 arcybiskup Antequery.

## Życiorys
Święcenia kapłańskie przyjął 8 grudnia 1969 i został inkardynowany do archidiecezji Guadalajara. Był m.in. koordynatorem diecezjalnego sekretariatu ds. ewangelizacji i katechezy, wikariuszem biskupim ds. duszpasterskich oraz wikariuszem dla środkowo-wschodniej części archidiecezji.

### Episkopat
21 lutego 1997 papież Jan Paweł II mianował go biskupem pomocniczym Guadalajary i biskupem tytularnym Cova. Sakry biskupiej udzielił mu 19 marca tegoż roku ówczesny metropolita Guadalajary, kard. Juan Sandoval Íñiguez.
16 lipca 2001 został mianowany biskupem Tuxtla Gutiérrez. Prekonizowany 8 listopada 2003 arcybiskupem metropolitą Antequery, urząd objął 8 stycznia następnego roku.
10 lutego 2018 papież Franciszek przyjął jego rezygnację złożoną ze względu na wiek.